# آندری ترفیلوف
آندری ترفیلوف (روسی: Анарей Михайович Трефилов؛ زادهٔ ۳۱ اوت ۱۹۶۹) بازیکن هاکی روی یخ اهل روسیه بود.
از باشگاه‌هایی که در آن بازی کرده‌است می‌توان به کلگری فلیمس اشاره کرد.